# Kuolleenjoensaari
Kuolleenjoensaari är en ö i Finland.   Den ligger i kommunen Pudasjärvi i den ekonomiska regionen  Oulunkaari  och landskapet Norra Österbotten, i den norra delen av landet, 600 km norr om huvudstaden Helsingfors.